# Stupnice obtížnosti (alpské túry)
V alpských terénech se používá několik stupnic obtížnosti pro pěší túry. Neexistuje jednotný systém pro celý alpský terén, v každé zemi si příslušný klub stanovil svoji stupnici.

## Italský systém (CAI)
Systém CAI:
- T – Turistico – trasa vede po zpevněných cestách, lze projít i s koněm. Obvykle do výšek 2000 m n. m.

- E – Escursionistico – trasa vede různým terénem (pastviny, suť, kamenitá půda). Tato obtížnost tvoří drtivou většinu turistických tras v italských horách
- EE – per Escursionisti Esperti – trasa vede i přes strmé a kluzké srázy. Různorodý terén v relativně vysokých nadmořských výškách. Může obsahovat i krátké sněhové pole, ale pouze rovinaté (bez rizika dlouhého sklouznutí a pádu) a bez ledovcových trhlin. Požadován je pohyb v horském prostředí, odpovídající fyzická kondice, jistota pohybu a žádné závratě.
- EEA – per Escursionisti Esperti, con Attrezzature – trasa prochází místy, kde je potřebné nebo doporučené vybavení (ferratový set). Trasa ale nevede přes ledovec (nejsou potřeba mačky, cepín).
- EEAG – Escursionisti Esperti Attrezzati Ghiaccio – trasa vede přez ledovec, je potřebné příslušné vybavení. Takto značené trasy jsou vzácné.

Kromě této stupnice existuje ještě stupnice obtížností pro horolezecké trasy (F, PD, AD, D, TD, ED, EX).

## Švýcarský systém (SAC)
Systém SAC:
- T1 – Dobře značená cesta, po rovině, nebo jen mírně strmá. Bez rizika pádu.
- T2 – Horská trasa. Dobře značená cesta, částečně strmý terén. Obtížné úseky mohou být zajištěny. Pád nelze vyloučit. Jsou doporučeny turistické boty.
- T3 – Náročná horská trasa. Cesta není vždy zřejmá nebo dobře viditelná. Více exponované úseky mohou být zajištěny. Může být potřeba použít ruce. Trasa obsahuje úseky s rizikem pádu. Trasa může vést přes suť.
- T4 – Alpská trasa. Trasa vede úseky, kde není cesta. V některých částech bude potřeba použít ruce. Trasa obsahuje exponovaný terén, jako např. travnaté srázy, skalnaté římsy, jednoduché sněhové pole, malé ledovcové přechody (bez rizika trhlin).
- T5 – Náročná alpská trasa. Trasa vede úseky, kde často není cesta. Může obsahovat snadné lezení. Trasa vede přes exponovaný, náročný terén, strmé srázy. Ledovcové přechody s rizikem pádu.
- T6 – Velmi náročná alpská trasa. Většina trasy nevede po cestě. Obtížnost může dosahovat lezecké obtížnosti 2 UIAA. Často velmi exponované. Nebezpečné strmé srázy, kamenné rokle. Vyšší riziko pádu.

## Německo a Rakousko
V Německu a Rakousku se turistické trasy běžně značí barvami modrá, červená, černá. Modře značená cesta vede po zpevněných cestách jen málo strmých. Červeně značená cesta je již náročnější, ale nevyžaduje žádné vybavení. Černá barva značí trasu, která může vést přes zajištěné úseky (via ferrata) nebo může být potřeba použít ruce.